# Greencastle, Indiana
Greencastle är en stad i den amerikanska delstaten Indiana med en yta av 13,9 km² och en folkmängd, som uppgår till 9 880 invånare (2000). Greencastle är administrativ huvudort i Putnam County, Indiana. Staden har fått sitt namn efter orten Greencastle i Pennsylvania.